# Spring Valley (Nowy Jork)
Spring Valley – wieś w Stanach Zjednoczonych, w stanie Nowy Jork, w hrabstwie Rockland.